# سهراب ولی بدخشانی
سید سهراب ولی بدخشانی عالم دینی نزاری اسماعیلی در سدهٔ پانزدهم میلادی/ نهم هجری قمری و نویسنده‌ای از بدخشان بود که به‌عنوان مشهورترین هم‌عصران خود در دوران اولیه پس از سقوط الموت شناخته می‌شود. وی در خانواده‌ای غیر اسماعیلی زاده شد، اما اندکی پس از رسیدن به دوازده‌سالگی به اسماعیلیه گروید و باقی عمر خود را در بدخشان سپری کرد. او به دعوت شاخهٔ محمدشاهی از اسماعیلیهٔ نزاری پیوست، شاخه‌ای که در آن زمان بر دعوت شاخهٔ قاسم‌شاهی غالب بود. اثری که او با عنوان «سی و شش صفحه» (که گاه «صحیفة الناظرین» نیز نامیده می‌شود) نوشت و در سال ۸۵۶ هجری/۱۴۵۲ میلادی به پایان رساند، یکی از اندک آثار باقی‌مانده از اسماعیلیهٔ نزاری در آن دوران مبهم تاریخی به‌شمار می‌رود. تاریخ وفات او مشخص نیست، اما به‌احتمال زیاد مدت زیادی پس از سال ۸۵۶ق/ ۱۴۵۲م نبوده است.

## زندگی
نخستین و مهم‌ترین زندگینامهٔ قدیسانه از سیّد سهراب، «سِلکِ گوهرریز» نام دارد که توسط خواجه احرار ــ که مدعی بود از نوادگان سیّد سهراب است ــ حدود سال ۱۲۵۱ هجری قمری / ۱۸۳۵ میلادی در شهر «جرم»، واقع در منطقه‌ای که اکنون ولایت بدخشان افغانستان است، نگاشته شد. این متن، سیّد سهراب را از نسل پیامبر اسلام و موسی کاظم معرفی می‌کند. در آن آمده است که پدر سیّد سهراب، شخصی به نام میر سیّد حسن بوده است. میر از وجود ناصر خسروِ نام‌آور آگاه می‌شود و درویشی برجسته به نام بابا حیدر را مأمور می‌کند تا سیّد سهرابِ چهار ساله را نزد ناصر ببرد. سیّد سهراب در کنار عمر یمگی به تحصیل می‌پردازد، اما ناصر، سهراب را به‌عنوان شاگرد و جانشین اصلی خود برمی‌گزیند (که به‌احتمال، بازتاب‌دهندهٔ سیاست‌های معنوی جامعهٔ اسماعیلی‌ای است که این متن را پدیدآورد، نه بازتابی از واقعیت تاریخی). سید سهراب، که شخصیتی کاریزماتیک داشته، در ادامه پیروان بسیاری برای خود گرد آورد.
بسیاری از خانواده‌های اسماعیلی آسیای مرکزی هنوز هم سیّد سهراب را نیای خود و سرچشمهٔ اقتدار معنوی‌شان می‌دانند. قدیس‌نگاری برجستهٔ دیگری از سیّد سهراب با عنوان «بحر الاخبار» شناخته می‌شود.
به‌گفتهٔ دانیال بِبِن، «گسترهٔ حضور سیّد سهراب در سنت‌های شجره‌نامه‌ای منطقهٔ بدخشان نشان می‌دهد که نام او دست‌کم با شخصیتی تاریخی مرتبط بوده است».او استدلال می‌کند که با وجود پیوند سنتی میان سیّد سهراب و ناصر خسرو ــ که دلالت بر قرن دوازدهم میلادی دارد ــ اما شجره‌نامه‌ها در واقع تاریخ تولدی در حدود سال ۱۴۰۰ میلادی را برای سیّد سهراب نشان می‌دهند.
از آنجا که متن اسماعیلی «صحیفهٔ ناظِرین» در اغلب نسخه‌های موجود به سیّد سهراب نسبت داده شده، اما در یک روایت دیگر به غیاث‌الدین علی اصفهانی از قرن پانزدهم میلادی منسوب است، بِن حتی این احتمال را مطرح کرده که سیّد سهراب در اصل، همان غیاث‌الدین علی بوده باشد.